# Panamai futsalválogatott
A Panamai futsalválogatott Panama nemzeti csapata, amelyet a Panamai labdarúgó-szövetség (spanyolul: Federación Panameña de Fútbol) irányít. 

## Története
Futsal-világbajnokságon először 2012-ben szerepeltek, és bejutottak a nyolcaddöntőbe. 
A CONCACAF-futsalbajnokságon egy alkalommal ezüstérmet szereztek (2016). 

## Eredmények

### Futsal-világbajnokság
| Év       | Eredmény      | Hely          | M             | Gy            | D             | V             | Rg            | Kg            | Gk            |
| -------- | ------------- | ------------- | ------------- | ------------- | ------------- | ------------- | ------------- | ------------- | ------------- |
| 1989     | Nem indult    | Nem indult    | Nem indult    | Nem indult    | Nem indult    | Nem indult    | Nem indult    | Nem indult    | Nem indult    |
| 1992     | Nem indult    | Nem indult    | Nem indult    | Nem indult    | Nem indult    | Nem indult    | Nem indult    | Nem indult    | Nem indult    |
| 1996     | Nem indult    | Nem indult    | Nem indult    | Nem indult    | Nem indult    | Nem indult    | Nem indult    | Nem indult    | Nem indult    |
| 2000     | Nem indult    | Nem indult    | Nem indult    | Nem indult    | Nem indult    | Nem indult    | Nem indult    | Nem indult    | Nem indult    |
| 2004     | Nem jutott be | Nem jutott be | Nem jutott be | Nem jutott be | Nem jutott be | Nem jutott be | Nem jutott be | Nem jutott be | Nem jutott be |
| 2008     | Nem jutott be | Nem jutott be | Nem jutott be | Nem jutott be | Nem jutott be | Nem jutott be | Nem jutott be | Nem jutott be | Nem jutott be |
| 2012     | Nyolcaddöntő  | 16.           | 4             | 1             | 0             | 3             | 14            | 31            | -17           |
| 2016     | Csoportkör    | 17.           | 3             | 1             | 0             | 2             | 6             | 14            | -8            |
| Összesen | Nyolcaddöntő  | 2/8           | 7             | 2             | 0             | 5             | 20            | 45            | -25           |

### CONCACAF-futsalbajnokság
| Év       | Eredmény   | Hely       | M          | Gy         | D          | V          | Rg         | Kg         | Gk         |
| -------- | ---------- | ---------- | ---------- | ---------- | ---------- | ---------- | ---------- | ---------- | ---------- |
| 1996     | Nem indult | Nem indult | Nem indult | Nem indult | Nem indult | Nem indult | Nem indult | Nem indult | Nem indult |
| 2000     | Nem indult | Nem indult | Nem indult | Nem indult | Nem indult | Nem indult | Nem indult | Nem indult | Nem indult |
| 2004     | Csoportkör | 5.         | 3          | 1          | 1          | 1          | 10         | 7          | +3         |
| 2008     | Elődöntő   | 4.         | 5          | 1          | 2          | 2          | 13         | 18         | -5         |
| 2012     | Bronzérmes | 3.         | 5          | 3          | 0          | 2          | 22         | 20         | +2         |
| 2016     | Döntős     | 2.         | 5          | 4          | 0          | 1          | 24         | 16         | +8         |
| Összesen | 2. hely    | 4/6        | 18         | 8          | 4          | 6          | 67         | 61         | +6         |

## Külső hivatkozások
- A Panamai labdarúgó-szövetség hivatalos honlapja (spanyol nyelven). fepafut.com
- Futsal World Ranking (angol nyelven). futsalworldranking.be
- FIFA Futsal World Cup Overview (angol nyelven). rsssf.com
- North and Central American Futsal Championship Overview (angol nyelven). rsssf.com